# Finlands ambassad i Köpenhamn
Finlands ambassad i Köpenhamn representerar Finlands statsmakt och bevakar Finlands och finländarnas intressen i Danmark.
Ambassadörens residens befinner sig i utkanten av Köpenhamns centrum på adressen Grønningen 11. Finska staten köpte byggnaden 1943 av bankiren Poul Hagemann, som var en stor Finlandsvän, och vars son Jørgen Hagemann var med som frivillig i Vinterkriget och stupade under Fortsättningskriget i Hangö sommaren 1941. Huset är från 1918 av arkitekten Carl Brummer, och har ombyggts flera gånger, senast i mitten av 1990-talet.

## Finlands representation i Danmark
| Namn                     | Period    | Funktion                                  |
| ------------------------ | --------- | ----------------------------------------- |
| Armas Saastamoinen       | 1918–1919 | utsände 1918–1919, chargé d’affaires 1918 |
| Werner Cajanus           | 1919      | chargé d’affaires                         |
| Gustaf Idman             | 1919–1927 | utsände                                   |
| E.N. Setälä              | 1927–1930 | utsände                                   |
| Onni Talas               | 1930–1934 | utsände                                   |
| Rolf Thesleff            | 1934–1938 | utsände                                   |
| Paavo Pajula             | 1939–1945 | utsände                                   |
| Paavo Hynninen           | 1946–1953 | utsände                                   |
| Päivö Tarjanne           | 1953–1956 | utsände 1953–1954, ambassadör 1954–1956   |
| Oskar Vahervuori         | 1956–1957 | ambassadör                                |
| Armas Yöntilä            | 1957–1959 | ambassadör                                |
| Olli Kaila               | 1959–1961 | ambassadör                                |
| Päivö Tarjanne           | 1961–1970 | ambassadör                                |
| Jaakko Hallama           | 1970–1974 | ambassadör                                |
| Veli Helenius            | 1974–1977 | ambassadör                                |
| Yrjö Väänänen            | 1977–1985 | ambassadör                                |
| Eva-Christina Mäkeläinen | 1985–1990 | ambassadör                                |
| Johannes Bäckström       | 1990–1995 | ambassadör                                |
| Ralf Friberg             | 1995–2001 | ambassadör                                |
| Pekka Ojanen             | 2001–2005 | ambassadör                                |
| Eero Salovaara           | 2005–2009 | ambassadör                                |
| Maarit Jalava            | 2009–2013 | ambassadör                                |
| Ann-Marie Nyroos         | 2013–     | ambassadör                                |